# Nová Bošáca
 Nová Bošáca  je obec na Slovensku v okrese Nové Mesto nad Váhom. Vznikla roku 1950. Žije v ní přibližně 1 000 obyvatel.

## Historie
Zdejší první osadníci se usazovali podél staré cesty z Uherska na Moravu. Během druhé světové války probíhaly v okolí obce tuhé boje mezi partyzány a jednotkami fašistů. Na tyto události upomíná několik pomníčků, které se zde nacházejí.
Z obce partyzánům pomáhali mlynáři Ján Kurenda a Adam Ochotnický, obchodník a hostinský Juraj Marták, dále Juraj Martiš a Pavla Tulisová.
Samotná Nová Bošáca vznikla roku 1950 oddělením od Bošáci. Mezi roky 1961 a 1970 byla začleněna do okresu Trenčín, poté se stala součástí okresu Nového Mesta nad Váhom. Roku 1972 zde byl vystavěn kostel svatého Cyrila a Metoděje, jehož interiérové malby navrhl Vincent Hložník.

### Osady tvořící obec
Osady, které vytvořily 1. 7. 1950 obec Nová Bošáca:
- Bestiné
- Dubová
- Grúň
- Hajdarová
- Holička
- Nová Hora
- Jastrabské
- Horné Kameničné
- Dolné Kameničné
- Šeňákova Kopanica
- Valentova Kopanica
- Krivé Kúty
- Mravcové
- Ochodničári
- Vlčie Oko
- Osikoviny
- Predbošáčka
- Predpoloma
- Prieseky
- Radvaň
- Dzurákov Salaš
- Španie
- Ukovčiari

V roce 1980 byla k obci ještě přičleněna osada Salaš.

## Přírodní poměry
Obec se nachází na úbočí Bílých Karpat, přibližně patnáct kilometrů severozápadně od Nového Mesta nad Váhom a tři kilometry od hranice s Českem.
Blízkým významným vrcholem je Velký Lopeník (911 m n. m.), na němž stojí i rozhledna. Samotnou obcí protékají potoky Bošáčka a Brezovský potok. Obec leží v chráněné krajinné oblasti Biele Karpaty. V katastrálním území leží přírodní památky Grúň, Mravcové, Lopeníček, Blažejová a Bestinné.